# Königstein (Sächs Schw)
Königstein (Sächs Schw) je železniční zastávka ležící na levém břehu Labe ve městě Königstein v zemském okrese Saské Švýcarsko-Východní Krušné hory. Leží na železniční trati Děčín – Dresden-Neustadt.

## Historie
Dne 9. května 1850 bylo otevřeno nákladové i osobní nádraží Königstein v km 26,37 v rámci výstavby železniční trati z Děčína do Drážďan. V roce 1910 byla na konci částečně přes 5 metrů vysokého železničního viaduktu vybudována nová železniční zastávka pro osobní vlaky, na které byl zahájen provoz 18. června 1910. Od té doby slouží bývalé nádraží už pouze jako nákladové nádraží.

## Doprava
Zastávka je obsluhována linky S1 příměstské železnice metropolitní oblasti Drážďan, která jezdí v 30minutových intervalech v trase Míšeň – Schöna.